# 徐斌洲
徐斌洲（1912年10月1日—1996年12月27日），原名徐业寿，湖北黄安高桥徐家畈人。中国人民解放军开国中将。

## 生平
生于贫农家庭。7岁读私塾，2年后家贫辍学。10岁当地主长工。后到河口镇烟丝店当学徒。1927年黄麻起义后，参加河口镇工会和工人纠察队。1928年入团。1929年转党。历任少共陂孝北县委青工部长、少共区委书记、少共县委书记。1930年参加中国工农红军，任黄安县独立营党委书记、县独立团政治指导员。1931年8月随独立团编入红军独立第1师第1团，任团党委书记、政治处主任。1932年10月红四方面军撤离鄂豫皖开始西征，独立一师编散补充各主力师，调任红四军第12师第34团（团长许世友）任政治处主任。
1935年3月在嘉陵江战役围攻江油城，撤围时敌人一颗子弹从左眼眶擦过，左眼球被击掉。
1938年3月，抗大160余名干部和学员编为八路军鲁东游击纵队指挥部，下编干部大队，胡奇才任大队长，徐任副大队长兼政委，历时3个多月，从陕北进抵沂蒙山区。
1955年获二级八一勋章、一级独立自由勋章。